# Ielizovo
Ielizovo (en russe : Елизово) est une ville du kraï du Kamtchatka, en Russie, et le centre administratif du raïon de Ielizovo. Sa population s'élevait à 38 750 habitants en 2022.

## Géographie
Ielizovo est arrosée par la rivière Avatcha et se trouve dans le sud de la péninsule du Kamtchatka, à 25 km au nord-ouest de Petropavlovsk-Kamtchatski, à 1 736 km au nord-est de Khabarovsk et à 6 795 km à l'est de Moscou.
| Razdolny |           |             |
|          | Ielizovo  |             |
| Sosnovka | Voulkanni | Dvouretchié |

## Histoire
L'origine de Ielizovo remonte à 1848, année de la fondation du village de Stary Ostrog (Ста́рый Остро́г). Il fut rebaptisé Zavoïko (Заво́йко) en 1897, en hommage à l'amiral russe Vassili Zavoïko, qui dirigea la défense de Petropavlovsk en 1854, durant la guerre de Crimée. Le village fut renommé Ielizovo en 1923, en honneur de Gueorgui Matveïevitch Ielizov (Георгий Матвеевич Елизов, 1895-1922), un chef des partisans de la Guerre civile russe mort à Kamtchatka. En 1964, Ielizovo obtint le statut de commune urbaine et en 1975 le statut de ville.

## Population
Au cours des années 1990 la situation démographique de Ielizovo s'est dégradée. En 2001, le solde naturel accusait un déficit de 6,9 pour mille (taux de natalité 13,9 pour mille et taux de mortalité 20,8 pour mille).
Recensements (* ) ou estimations de la population
| 1959* | 1970*  | 1979*  | 1989*  | 1992   | 1996   | 1998   |
| ----- | ------ | ------ | ------ | ------ | ------ | ------ |
| 4 532 | 14 485 | 36 210 | 46 929 | 49 000 | 40 600 | 39 000 |

| 2000   | 2001   | 2002*  | 2003   | 2004   | 2005   | 2006   |
| ------ | ------ | ------ | ------ | ------ | ------ | ------ |
| 37 600 | 36 900 | 41 533 | 41 500 | 41 000 | 40 547 | 40 141 |

| 2007   | 2008   | 2009   | 2010*  | 2011   | 2012   | 2013   |
| ------ | ------ | ------ | ------ | ------ | ------ | ------ |
| 39 777 | 39 585 | 39 818 | 39 569 | 39 600 | 38 903 | 38 887 |

| 2014   | 2015   | 2016   | 2017   | 2018   | 2019   | 2020   |
| ------ | ------ | ------ | ------ | ------ | ------ | ------ |
| 38 643 | 38 637 | 38 824 | 38 771 | 39 216 | 39 198 | 39 345 |

| 2021   | 2022   | - | - | - | - | - |
| ------ | ------ | - | - | - | - | - |
| 38 893 | 38 750 | - | - | - | - | - |

## Transports
C'est à Ielizovo que se trouve l'aéroport de Petropavlovsk-Kamtchatski, le plus grand aéroport du Kamtchatka.